# (32937) 1995 TT
1995 TT (asteroide 32937) é um asteroide da cintura principal. Possui uma excentricidade de 0.12035730 e uma inclinação de 10.61536º.
Este asteroide foi descoberto no dia 13 de outubro de 1995 por Takao Kobayashi em Oizumi.